# Vratislav Varmuža

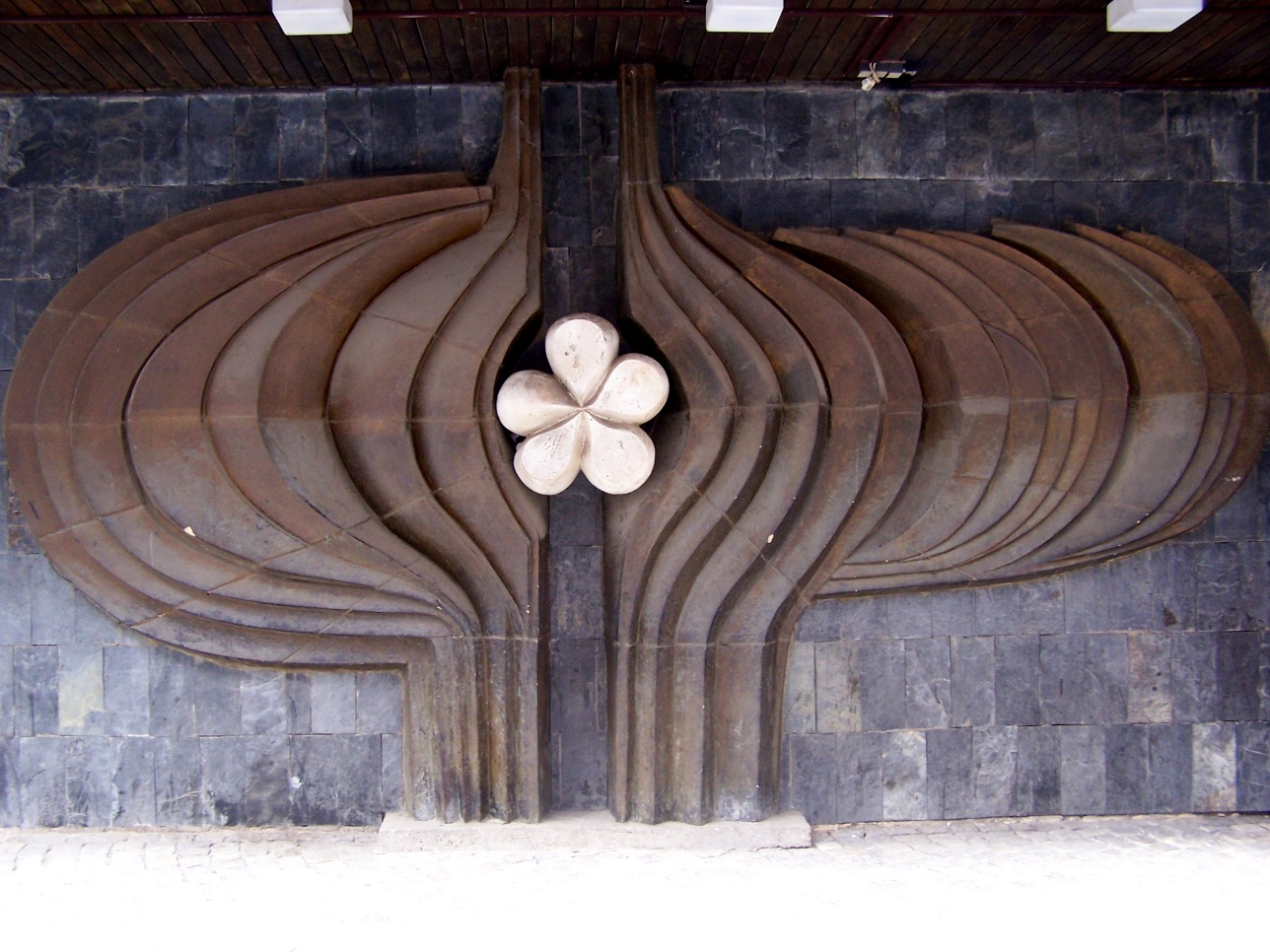
Plastika od Vratislava Varmuži na obchodním domě Prior v Olomouci

Vratislav Varmuža (* 13. ledna 1934 Spytihněv) je český výtvarník, sochař a vysokoškolský pedagog. Od 60. let 20. století žije a pracuje v Ostravě. Zabývá se keramikou, grafikou, malbou, kresbou a instalacemi. Od roku 2004 pracuje na Ostravské univerzitě jako vedoucí ateliéru keramiky.
Jeho manželkou byla matematička Alena Varmužová.